# Brianczaninowo (stacja kolejowa)
Brianczaninowo (ros. Брянчаниново) – stacja kolejowa w pobliżu miejscowości Fiedosino, w rejonie ostrowskim, w obwodzie pskowskim, w Rosji. Położona jest na linii dawnej Kolei Warszawsko-Petersburskiej.

## Historia
Przystanek Fiedosino (Fedosiński) powstał w XIX w. pomiędzy stacjami Żogowo i Ostrow. Jeszcze w czasach carskich rozbudowany do stacji. W dwudziestoleciu międzywojennym była to ostatnia sowiecka stacja na linii przed granicą z Łotwą.